# Шилисай
Шилисай (каз. Шиелісай) — бывшее село в Актюбинской области Казахстана. Находилось в подчинении городской администрации Актобе. В 2018 году стало жилым массивом города Актобе в составе Алматинского административного района. Входило в состав Благодарного сельского округа. Код КАТО — 151031680.

## Население
В 1999 году население села составляло 62 человека (36 мужчин и 26 женщин). По данным переписи 2009 года, в селе проживали 73 человека (38 мужчин и 35 женщин).